# Tino Casal
José Celestino Casal Álvarez, más conocido como Tino Casal (Tudela Veguín, Asturias, 11 de febrero de 1950 - Madrid, 22 de septiembre de 1991), fue un cantante y compositor español de música pop inscrito en las corrientes techno y new romantic de los años ochenta. Desarrolló también otras facetas, como productor de otros cantantes, pintor y escultor.
Casal es considerado una figura clave de la denominada Movida madrileña, en la que destacó por su experimentación musical, barroquismo visual y estética glam rock.Publicó cinco álbumes de estudio entre 1981 y 1989, cuatro de los cuales fueron número uno en España, y falleció en un accidente de coche en las cercanías de Madrid en 1991, a los 41 años.

## Biografía

### Inicios musicales
Nació en el pequeño pueblo industrial de Tudela Veguín, en el concejo de Oviedo. Comenzó su carrera musical en 1963, a los trece años de edad y mientras estudiaba en la Escuela de Artes y Oficios de Oviedo, en un grupo llamado Los Zafiros Negros. En 1966 Cholo Juvacho se fija en él para formar parte de la banda asturiana Los Archiduques sustituyendo al cantante principal por enfermedad. Con ese grupo grabó tres sencillos, discos de pequeño formato que contenían dos canciones, una por cada cara: «No le ames»/«Lamento de gaitas», «Dimensión en Sol mayor»/«Quiero volar muy alto» y «Linda»/«La princesa y el juglar». La exitosa «Lamento de gaitas» fue la primera canción pop-rock española en incluir la gaita. Se separó del grupo al poco tiempo y decidió marcharse a vivir a Londres para cultivar otra de sus facetas: la pintura. En la capital británica tuvo su primer contacto con la corriente del glam rock liderada por David Bowie.

"Tino Casal era un gran artista, era un dandy con un sentido de la imagen muy avanzado. (...) Bebía de todas las corrientes y ya en los 80 se comportó como un creador del siglo XXI avanzando la España moderna que tenemos. En su país lo llamaban maricón pero es que en Londres los punkis le escupían porque nadie lo entendía".
Juan Rodríguez (2016) 

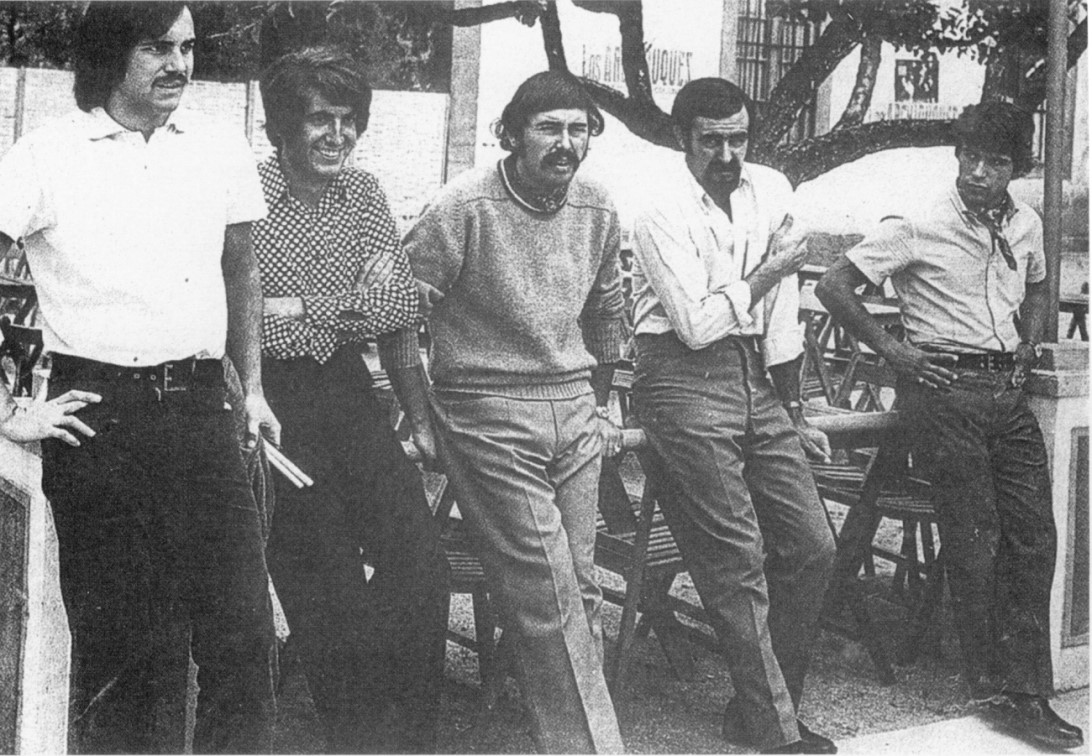
Los Archiduques hacia finales de los años 60. Tino Casal es el segundo por la izquierda.

En 1977 regresa a España, donde firma un contrato con la discográfica Philips. El sello buscaba en él al sustituto de cantantes melódicos desaparecidos como Nino Bravo, y Casal edita dos sencillos de discreta acogida: «Olvidar, recordar»/«Dam, dam» y «Emborráchate»/«Besos, caricias». En esos años se presenta a diversos festivales musicales y en 1978 participa en el Festival de Benidorm, donde queda segundo lugar a pesar de ganar varios galardones como "mejor cantante joven" o "mejor composición musical".

"Estamos hablando de finales de los años 70. Se vivía una explosión de libertad y de hacer cosas nuevas tremenda pero mucha gente te miraba de reojo."
Julián Ruiz (2016) 

### Contrato discográfico con EMI
Tras romper con Philips, Casal vuelve a volcarse en la pintura hasta que, en 1980, regresa a la música, produciendo los trabajos de grupos como Goma de Mascar o los dos primeros álbumes del primer grupo considerado de heavy metal en España: Obús. Interesados por su trabajo la discográfica EMI le contrata en 1981.

"Habíamos firmado contrato con Chapa Discos (Zafiro) y nos asignaron como productor ejecutivo a Luis Soler. Quedamos en vernos en nuestro local de ensayo de Vallecas y allí apareció con un pibe que nos sacaba la cabeza, con chanclas de purpurina y rimmel en los ojos, todo un shock para unos rockeros que vestían de negro, chupa y camperas hasta en agosto. (...) Yo tenía un amigo que había sido mi compañero de conservatorio, y en ese momento era promocionero (responsable de prensa) de EMI. Le llamé para preguntarle y me habló muy bien de él, como músico y como persona. Vimos que era un artista de EMI al que estaban empezando a lanzar a lo grande, una especie de Bowie en español. En esa época no había ningún solista que hiciese algo parecido al pop rock, todos eran un poco, más bien mucho, comerciales y bastante cutres."
Juan Luis Serrano (2016) 

Con el nuevo contrato, Tino Casal obtiene una mayor libertad a la hora de trabajar, por lo que retoma su carrera como cantante. En 1981 publica su primer disco en solitario, bajo el nombre Casal, Neocasal. Separa así su anterior etapa de su nuevo concepto. En este primer trabajo se encuentran grandes éxitos como «Champú de Huevo» (su primer número 1) o «Billy Boy», producido por Julián Ruiz. También una versión de la canción «Life on Mars?» de David Bowie. A pesar de que el trabajo no contó con el visto bueno de la crítica, Casal comenzó a cosechar seguidores. 

"Era un reflejo de su propio ser. Decir que Tino era el Bowie español es absurdo porque no tenían la misma concomitancia pero sí les unía la pasión por ser vanguardia, en el estilismo, en la manera de cantar… Los dos cantaban fantástico pero para mí Tino lo hacía mejor."
Julián Ruiz (2016) 

Por otro lado, continuó su carrera como productor, con grupos como Vídeo u Obús, y colaboró con artistas como Pedro Almodóvar, al que financió parte de las películas Pepi, Luci, Bom y otras chicas del montón y Laberinto de pasiones. En esta última película cedió elementos como su chaqueta roja que en la cinta lleva puesta Imanol Arias.
En 1983 publica Etiqueta Negra, con el que se consolida como cantante con éxitos como «Embrujada» o «Póker para un perdedor». Es la primera ocasión en la que cuenta con el teclista y arreglista Javier Losada, que, a partir de ese momento, sería el músico de confianza en el estudio de grabación, y con el que lograría la mayor parte de sus éxitos. El disco logra buenas ventas, y el artista decide reeditarlo con nuevos temas.

"Siempre nos quedó la espina de que cuando hicimos Embrujada la compañía EMI en Inglaterra estaba convencida de que podía ser un número uno mundial. Nos pagó un viaje, fuimos allí, yo elegí al productor de Sting y de Phil Collins, y grabamos una versión en inglés de la canción pero el inglés de Tino nunca fue bueno."
Julián Ruiz (2016) 

Un año después lanza Hielo Rojo, del que se extrae su sencillo «Pánico en el Edén», canción que obtuvo enorme resonancia por su uso en las transmisiones televisivas de la Vuelta ciclista a España. En 1983 terminó su relación sentimental con la figurinista Pepa Ojanguren que ambos habían mantenido fuera de los medios desde 1970.

"Quizás estéticamente no sea el negro el color que defina mi personalidad, pero interiormente sí, hay cierto halo negro en torno a mí, no sé por qué."
Tino Casal (1983) 

El artista continúa realizando actuaciones y colaboraciones hasta que en 1985 sufre un esguince en medio de una gira. Desoyendo los consejos médicos prosigue con su gira durante dos meses más, automedicándose con antiinflamatorios y analgésicos, hasta que tiene que ser hospitalizado al borde de la muerte por causa de una necrosis. La larga convalecencia le obligó a permanecer en silla de ruedas durante varios meses.

"No comía, bebía mucho y se automedicaba, así que se provocó una necrosis en las dos piernas. Recuerdo verle llorar en la cama. Hacíamos canciones allí con un casete y pensamos mucho sobre la vuelta. "¿Qué podemos hacer Julián para salir de esto y salir fuerte?”, me preguntaba. Fue cuando se nos ocurrió la idea de grabar Eloise."
Julián Ruiz (2016) 

### Reaparición conLágrimas de cocodrilo
Regresa en 1987 con un nuevo álbum grabado en los Estudios Doublewtronics de Madrid y producido por Julián Ruiz. Dicho trabajo, Lágrimas de cocodrilo.  Su mayor éxito fue la versión de «Eloise», un clásico de 1968 cantado por Barry Ryan y compuesto por su hermano gemelo Paul Ryan -también versionado por The Damned en 1986-, que llegó a ser número 1 en Los 40 Principales y se convirtió en uno de sus temas más emblemáticos. Este álbum fue el segundo más vendido en España en 1988 solo por detrás de Descanso dominical de Mecano.

"Hacía años que nos habíamos fijado concretamente en Eloise para realizar una versión. Era una canción de Barry Ryan de los años sesenta. ¿Pero cómo hacer una versión de un tema que necesitábamos un orquesta sinfónica?. Cuando nos aceptaron el presupuesto no nos lo creímos. Siempre nos habían gustado los arreglos de Andrew Powell que había trabajado mucho con Alan Parsons. El hizo este solemne “score”. Un arreglo rico, vital, formidable y maravilloso, con 90 músicos en el Estudio 1 de Abbey Road. Es decir, en el grande, en el de John Williams para Superman o La guerra de las galaxias."
Julián Ruiz (2011) 

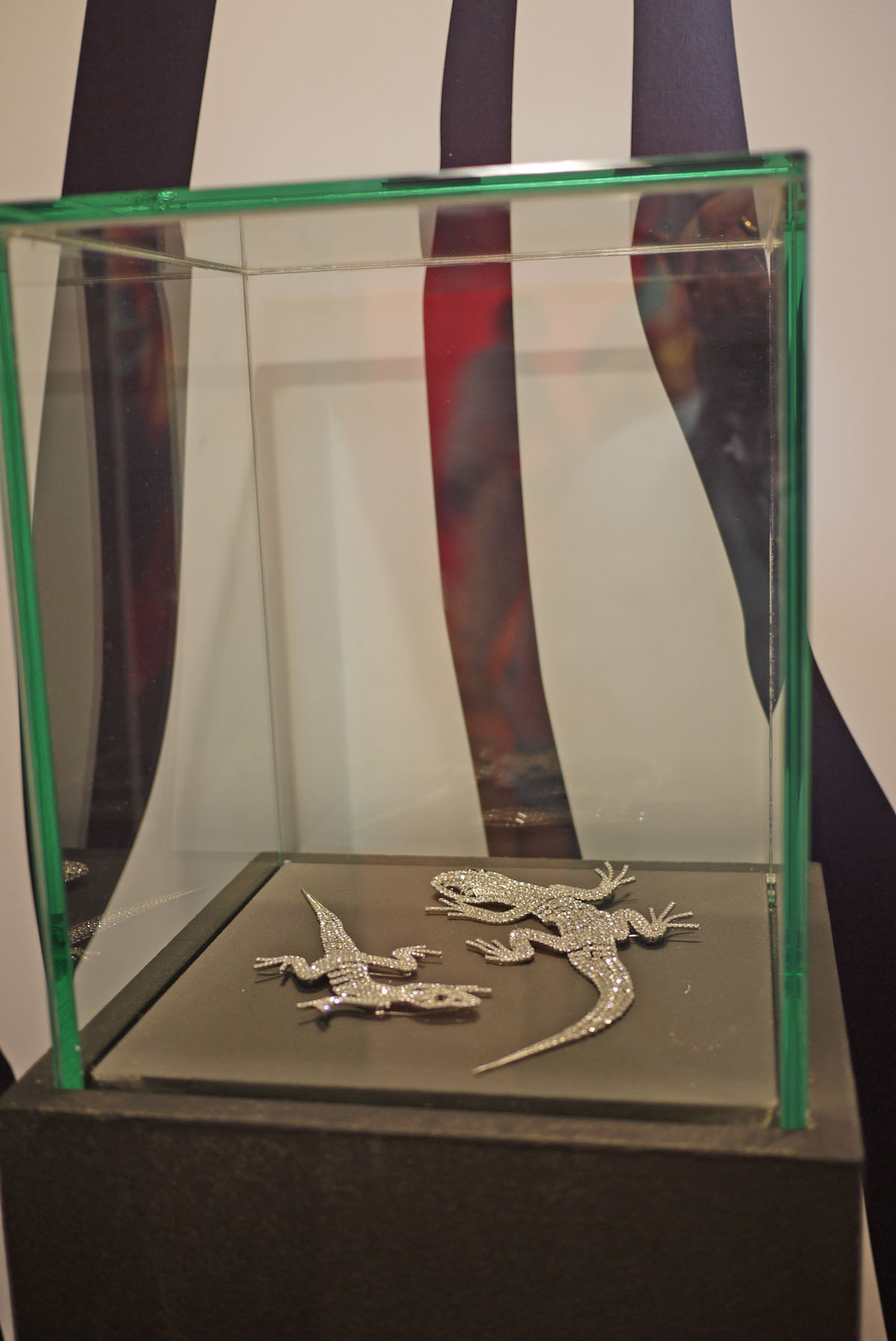
Las famosas salamandras de Tino Casal, durante una exposición en Oviedo.

En octubre de 1989 lanzó su último disco en vida, Histeria, con canciones propias y un par de versiones. Tras este lanzamiento, Casal se dedicó en sus últimos años a la pintura y la escultura, además de colaborar con otros artistas. Preparaba el lanzamiento de su nuevo disco en 1992 con la intención de grabarlo en Tokio. Al año siguiente de su muerte apareció el recopilatorio Etiqueta Negra: Grandes Éxitos que sería el único disco disponible hasta el año 2000.

"Me atrevería a decir que soy más auténtico pintando que en la música. En la música hay que pasar por cantidad de matices, tamices, gente, intermediarios, historias… Mientras que en la pintura, ahora, hoy por hoy, soy mucho más libre y hago más lo que me apetece."
Tino Casal (1991) 

### Muerte
Tino Casal falleció el 22 de septiembre de 1991 a los 41 años a causa de un accidente de tráfico en Madrid. Ocupaba el asiento del copiloto en un Opel Corsa que conducía su baterista, Gonzalo García Villanueva (de 28 años), cuando por exceso de velocidad chocó contra una farola de la carretera M-500, sentido decreciente, a 400 metros del Puente de los Franceses, situada en la rampa de la salida 3, en el p.K. 2,900, tras precipitarse por el terraplén 40.4435994,-3.7494063. En el siniestro Casal fue la única víctima mortal al no llevar puesto el cinturón de seguridad (en la parte trasera del vehículo iban el pintor Antonio Villa-Toro y un joven modelo, Manuel Camino Alcón). El informe médico determinó su muerte como "rotura del músculo cardíaco causada por una de sus propias costillas".

"Fuimos al Stella, un bar de la calle Arlabán. Luego sé que se pasaron por el Max, un after, y que querían ir a Attica -mítica discoteca Madrileña de los años 90-, pero yo me fui antes para trabajar. Tino se quedó con el pintor Antonio Villa-Toro, su batería y otro chico."
Paloma Aznar (2016) 

La noticia causó gran conmoción en el panorama musical español. EMI reeditó un año después de manera póstuma su recopilatorio Etiqueta negra. En posteriores recopilatorios y trabajos Tino Casal ha sido versionado y homenajeado por artistas como Alaska, Marta Sánchez, Despistaos o Stravaganzza, entre otros.

"Ahora podríamos identificarlo como un artista global a la altura de Lady Gaga o Miley Cyrus. Casal era muy manierista y forzado, vivía estéticamente y su personaje era también la persona. La imagen para él no es intrascendente y prescindible, es obligatoria, y hubiera disfrutado mucho con una cuenta de Instagram."
Juan Rodríguez (2016) 

### Homenajes

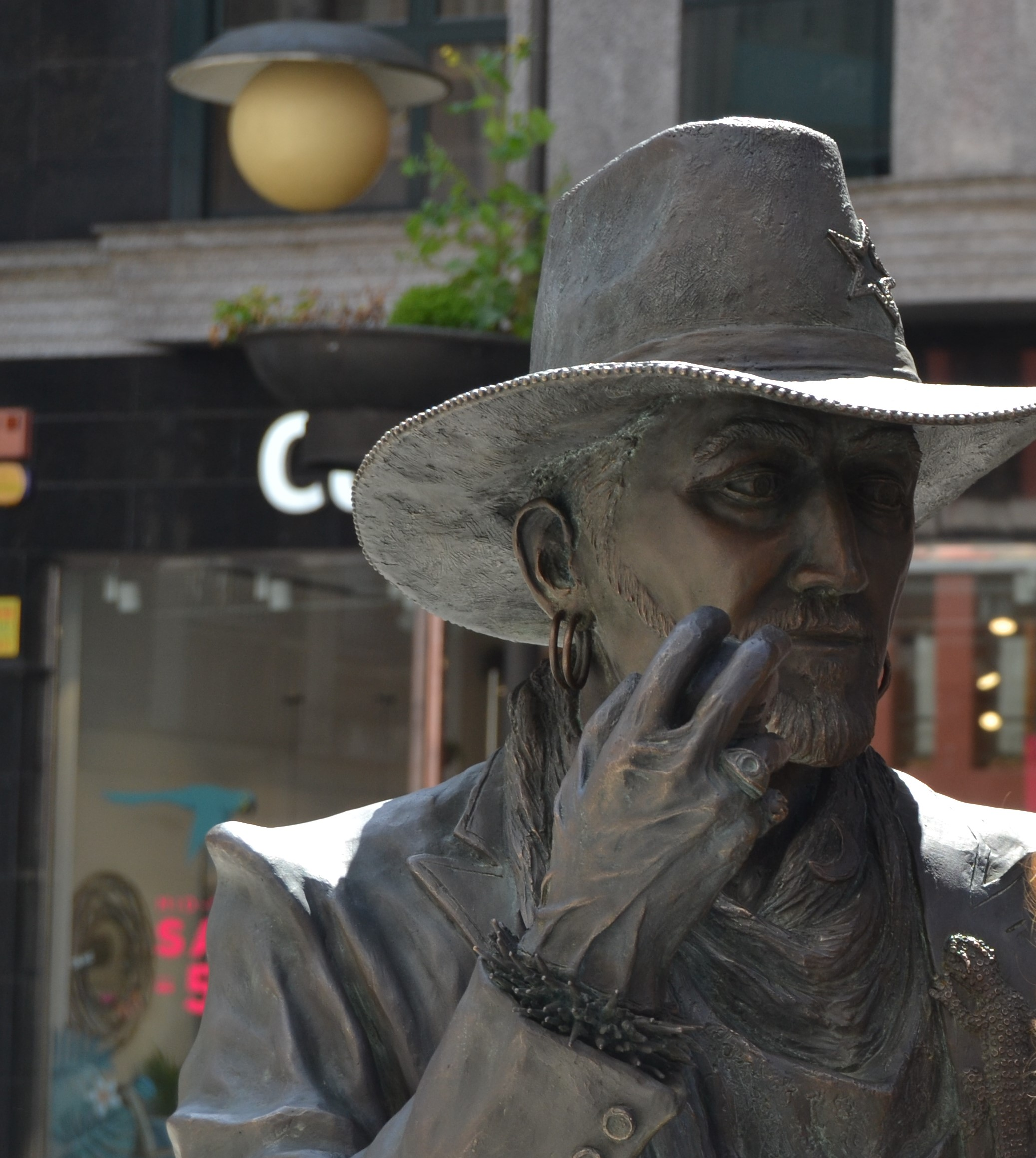
Estatua en bronce homenaje a "Tino Casal", inaugurada el 12 de abril de 2019 en Oviedo

En 2007 se inauguró una placa en la vivienda en la que nació Tino Casal en el pueblo ovetense de Tudela Veguín.
La exposición itinerante "Renacimiento" rindió homenaje a la obra de Tino. Del mismo modo la exposición "El arte por exceso" pudo contemplarse entre noviembre de 2016 y febrero de 2017 en el Museo del Traje de Madrid.
En 2017 se entregó la primera edición del Premio Nacional de Música 'Tino Casal', resultando galardonado Nando Agüeros por la canción «Viento del Norte». Un año después el consistorio ovetense lo nombró "Hijo predilecto de Oviedo".
Desde el 5 de octubre de 2018, un mural en la fachada de uno de los edificios de la calle Paulino García de Tudela Veguín recordará para siempre a su hijo más ilustre, el artista Tino Casal. La obra ha sido realizada por Javier Robledo, 'Xav', en el marcado del Festival de Intervención Mural de Oviedo "Parees".
En 2017 se formó una plataforma popular, con la participación de familiares del artista, para promover la instalación de una estatua en Oviedo. Esta escultura contó con el apoyo del Ayuntamiento de Oviedo, que propuso su instalación en la calle Palacio Valdés. La estatua de bronce se inauguró el 12 de abril de 2019 y es obra del escultor ovetense Anselmo Iglesias Poli.
En 2021 comenzó la Exposición "Sin Fronteras" que muestra obras creadas por Tino Casal donde se descubren las diferentes actitudes artísticas de este artista polifacético. Esta exposición itinerante tiene el objetivo de dar a conocer el talento creativo de Tino Casal e intentar conseguir crear un Museo que albergue la obra ingente que conserva la familia. Hasta el momento la exposición ha tenido su presencia en Gerona y Langreo.
En 2022 se anunció un documental que retrataría la vida de Tino, producido por Atresmedia y La Cometa. Dicho documental vio la luz el 24 de diciembre de 2023, repartidos en 3 capítulos que narran la historia desde sus orígenes en Asturias, pasando por Madrid, Londres, y haciendo un resumen sobre la vida y éxitos del artista.
En 2024 la UNED dedicó un curso de verano, en su centro Asociado de Asturias, a su figura titulado: "En torno a Tino Casal: música, imagen y artes plásticas" dirigido por el profesor de sociología Fernán del Val.

## Discografía

### Álbumes de estudio
| Año  | Álbumes                      | Posiciones |
| Año  | Álbumes                      | España     |
| ---- | ---------------------------- | ---------- |
| 1981 | Neocasal                     | 1          |
| 1983 | Etiqueta negra               | 1          |
| 1984 | Hielo rojo                   | 1          |
| 1987 | Lágrimas de cocodrilo        | 1          |
| 1989 | Histeria                     | 3          |
| 2020 | Origen                       |            |
| 2022 | Quimera (inéditos y rarezas) |            |

### Recopilatorios
| Año  | Álbumes                                        | Posiciones |
| Año  | Álbumes                                        | España     |
| ---- | ---------------------------------------------- | ---------- |
| 1992 | Etiqueta Negra: Grandes Éxitos                 | 1          |
| 2000 | Casal vive                                     | 7          |
| 2001 | Casal remixes                                  | 15         |
| 2006 | Casal Único: Antología Audiovisual             | 6          |
| 2007 | The Platinum Collection                        | -          |
| 2011 | Todo Casal                                     | 12         |
| 2013 | Tino Casal - 4 en 1                            | -          |
| 2016 | De la piel del diablo: La colección definitiva | 7          |
| 2019 | Integral                                       | -          |

### Sencillos
| Año  | Sencillo                        | Posiciones | Álbum                          |
| Año  | Sencillo                        | España     | Álbum                          |
| ---- | ------------------------------- | ---------- | ------------------------------ |
| 1977 | «Olvidar, recordar/«Dam, dam»   | —          | Solo single                    |
| 1978 | «Emborráchate/«Besos, caricias» | 30         | Solo single                    |
| 1981 | «Champú de huevo»               | 1          | Neocasal                       |
| 1981 | «Life on Mars?»                 | 16         | Neocasal                       |
| 1981 | «Stupid Boy»                    | —          | Neocasal                       |
| 1983 | «Embrujada»                     | 1          | Etiqueta Negra                 |
| 1983 | «Póker para un perdedor»        | 5          | Etiqueta Negra                 |
| 1983 | «Los Pájaros»                   | 27         | Etiqueta Negra                 |
| 1983 | «Bewitched»                     | *          | Etiqueta Negra                 |
| 1984 | «Tigre bengalí»                 | 6          | Etiqueta Negra                 |
| 1984 | «Pánico en el Edén»             | 1          | Hielo Rojo                     |
| 1984 | «Teatro de la oscuridad»        | 5          | Hielo Rojo                     |
| 1984 | «Bailar hasta morir»            | 12         | Hielo Rojo                     |
| 1984 | «Mañana»                        | 35         | Hielo Rojo                     |
| 1985 | «Mañana (relanzamiento)»        | 28         | Hielo Rojo                     |
| 1987 | «Eloise»                        | 1          | Lágrimas de Cocodrilo          |
| 1988 | «Oro negro»                     | 2          | Lágrimas de Cocodrilo          |
| 1988 | «Santa Inquisición»             | 14         | Lágrimas de Cocodrilo          |
| 1988 | «Degeneración»                  | 29         | Lágrimas de Cocodrilo          |
| 1989 | «Ángel exterminador»            | —          | Lágrimas de Cocodrilo          |
| 1989 | «Histeria»                      | 9          | Histeria                       |
| 1990 | «Tal como soy»                  | 22         | Histeria                       |
| 1990 | «Sex o no Sex?»                 | —          | Histeria                       |
| 1990 | «No fuimos héroes»              | —          | Histeria                       |
| 1991 | «Embrujada (relanzamiento)»     | 19         | Grandes Éxitos: Etiqueta Negra |
| 2000 | «Eloise (Pumpin' Dolls Remix)»  | 7          | Casal Vive                     |
| 2007 | «Eloise (relanzamiento)»        | *          | The Plantinum Collection       |
| 2011 | «Day By Day»                    | —          | Todo Casal                     |

- «Bewitched» alcanzó el n.º 76 en Dance Top Miami

- «Embrujada» alcanzó también el n.º 37 en Holanda y n.º 28 en Bélgica
- «Pánico en el Edén» alcanzó también el n.º 57 en Francia
- «Eloise» fue n.º 2 en el Ranking Anual de 1988 de Sencillos de España
- «Eloise» (2007) alcanzó el n.º 106 en descargas en iTunes en 2011

### Videoclips
- «Lamento de gaitas» (con Los Archiduques) (1967)
- «Olvidar, recordar» (1977)
- «Emborráchate» (1978)
- «Embrujada» (1983)
- «Bailar hasta morir» (1984)
- «Eloise» (1987)
- «Oro negro» (1988)
- «Day By Day» (2011)